# Angel Beats!
Angel Beats! (яп. エンジェル ビーツ! Эндзеру Би:цу!, букв. «Ангельские ритмы!») — 13-серийный аниме-сериал, созданный компаниями Key, P.A. Works и Aniplex. Режиссёром выступил Сэйдзи Киси, а автором оригинального сюжета стал Дзюн Маэда, автор других проектов Key, таких как аниме, манга и визуальные новеллы Kanon, Air, Clannad и Little Busters!. Маэда вместе с группой Anant-Garde Eyes участвовал также и в создании музыки к аниме, а дизайном персонажей занимался художник Na-Ga. Показ аниме в Японии длился с 3 апреля по 26 июня 2010 года; 22 декабря того же года вышла OVA-серия. Сюжет затрагивает тему жизни после смерти и повествует о студенте Отонаси Юдзуру, потерявшем память о своей прошлой жизни. Он встречает девушку по имени Юри, которая предлагает ему присоединиться к возглавляемой ею организации «Фронт загробного мира», борющейся против Бога и президента школьного совета Тэнси (ангел), обладающего сверхъестественными способностями.
Компания Key при содействии журнала Dengeki G's Magazine издательства ASCII Media Works создала и другие произведения по мотивам сериала. С 2009 года в журнале публиковались три манги, две из которых были иллюстрированы Харукой Комоватой, а одна — Юрико Асами. Была выпущена серия коротких рассказов, преимущественно для женской аудитории, иллюстратором которых стал художник GotoP, а также две аудиопостановки, предназначенные для рекламирования Angel Beats!.
Аниме Angel Beats! удостоилось в основном положительной реакции со стороны критиков. О сочетании различных элементов, таких как музыка, юмор и действие, был оставлен положительный отзыв в одной рецензии, и отрицательный в другой, где утверждалось, что сюжет перегружен деталями. Критики хвалили P.A Works за анимацию сцен действия и внимание к деталям в моменты применения оружия. Главным недостатком, который отметили критики, является то, что аниме слишком короткое и недостаточно раскрывает образы персонажей. В 2010 году на Японском фестивале медиа-искусств аниме было выбрано в качестве рекомендуемой работы.

## Сюжет
Главный герой, Отонаси Юдзуру,  попадает в странный мир, где обитают души после смерти, — Чистилище. Там он встречает девушку по имени Юри, которая предлагает Отонаси присоединиться к их организации — «Фронт загробного мира» (яп. 死んだ世界戦線 Синда Сэкай Сэнсэн), которая сражается против Бога. Отонаси соглашается на предложение Юри. Постепенно парень входит в суть дел, творящихся в новом мире. А именно, Чистилище — мир, в котором подростки, лишённые радостей юности, могут восполнить данный пробел в своей жизни. Помимо них, здесь обитают «НИПы» (неигровой персонаж, от англ. non-player character — NPC) — существа, похожие на обычных людей, но лишённые сознания, целью которых является лишь имитация обычной школьной жизни, создание массовки.
Ангел, чьё настоящее имя Канадэ Татибана, теряет место президента школьного совета, её заменяет вице-президент Наой. Наой использует гипноз для контроля над НИПами и борьбы против «Фронта». Отонаси останавливает Наоя, после чего последний присоединяется к «Фронту». Благодаря гипнозу к Отонаси возвращается память, позднее он становится другом Канадэ и предлагает ей присоединиться к «Фронту». Канадэ вновь становится президентом школьного совета и начинает помогать членам «Фронта».
На членов «Фронта» начинают нападать таинственные теневые создания, одно из которых поглощает Такамацу. Отонаси обсуждает с товарищами возможность перехода в статус НИПов. Юри уничтожает компьютер, ответственный за создание теневых монстров, который был запрограммирован на активацию в случае, если в мире обнаруживается любовь. Отонаси, Юри, Канадэ, Хината и Наой участвуют в выпускной церемонии, где выражают друг другу благодарность за поддержку. Отонаси узнаёт о том, что после его смерти Канадэ пересадили его сердце и она сожалела о том, что не смогла поблагодарить его. Влюбившийся в неё Отонаси остаётся несчастным после того, как Канадэ исчезает, поблагодарив его — то есть найдя покой. В эпилоге возродившиеся Отонаси и Канадэ встречаются на улице в реальном мире. В альтернативном эпилоге Отонаси остаётся в Чистилище.

## Персонажи
Юдзуру Отонаси (яп. 音無 結弦 Отонаси Юдзуру) — главный герой аниме. Попав в Чистилище, не может вспомнить свою прошлую жизнь. По просьбе Юри вступает в организацию «Фронт загробного мира». Вскоре Отонаси начинает вспоминать своё прошлое. Как оказывается, раньше он не понимал суть своей жизни, поэтому бросил школу и пошёл работать, чтобы оплачивать лечение своей младшей сестры Хацунэ. Но девочка вскоре умирает (ей так и не смогли найти донора), и Отонаси решает посвятить жизнь спасению людей: он собирается поступать в медицинский колледж. Но по трагической случайности поезд, в котором Юдзуру ехал на экзамены, терпит крушение в тоннеле. Как будущий врач, Отонаси берёт на себя ответственность за всех людей, попавших в катастрофу: распределяет еду, осматривает раны. После семи дней пребывания в заваленном туннеле Отонаси подписывает завещание (чтобы после смерти его органы достались нуждающимся людям) и умирает от внутреннего кровотечения (о котором он умолчал), не дождавшись группы спасения, которая появилась практически сразу после его смерти. В новом же мире, в Чистилище, Отонаси обретает новый смысл жизни — помочь друзьям обрести покой. Он постепенно влюбляется в Канадэ. Практикуется в стрельбе и всегда готов помочь товарищам по команде. Его оружие — Glock 17.
Сэйю: Хироси Камия
Юри Накамура (яп. 仲村 ゆり Накамура Юри) — девушка, которая также известна как Юриппэ (яп. ゆりっぺ). Решительная, но вместе с тем чувствительная и заботливая. Попав в Чистилище, она решает бороться против ангелов и Бога. Поэтому она создаёт организацию «Фронт загробного мира» и становится его лидером; вместе с тем она не считает, что успешно справляется с ролью лидера. Из её прошлой жизни известно, что она стала свидетельницей убийства двух своих младших сестёр и брата, и с тех пор возненавидела Бога. Именно она приглашает Отонаси присоединиться к их организации. Её оружие — Beretta 92. Кроме владения огнестрельным оружием, Юри имеет навыки рукопашного боя. Позднее она сожалеет о том, что ей приходится сражаться с Канадэ, полагая, что могла бы с ней подружиться. Она исчезает после выпускной церемонии.
Сэйю: Харуми Сакураи
Канадэ Татибана (яп. 立華 かなで Татибана Канадэ) — президент школьного совета. Обычно не проявляет эмоций и склонна говорить напрямую. Члены «Фронта» называют её Ангелом (яп. 天使 Тэнси), не зная её настоящего имени; даже позднее узнав её настоящее имя, они продолжали называть её по-прежнему. Канадэ помогает душам пройти этап перерождения и обрести покой. Члены «Фронта загробного мира» считают её своим врагом, однако на самом деле она просто вынуждена защищаться, когда на неё нападают; хотя она не пыталась объяснить членам «Фронта» мотивы своих действий. Вследствие неудачной сдачи экзаменов (из-за диверсии «Фронта загробного мира») вынуждена уйти с поста президента школьного совета. Постепенно находит общий язык с Отонаси, а затем и с остальными ребятами из «Фронта». Любит острый тофу «Мабу».
Канадэ обладает сверхспособностями, например, она способна извлекать пули из полученных ею ран; свои силы она черпает из компьютерной программы Angel Player. Также способна создавать защитный барьер для отражения атак, клинки в области предплечий и двойников. Исчезает после того как Отонаси признаётся ей в любви.
Сэйю: Кана Ханадзава
Хидэки Хината (яп. 日向 秀樹 Хината Хидэки) — один из основателей «Фронта загробного мира» наряду с Юри. Очень добрый и надёжный парень, всегда старается помогать друзьям по мере возможности. С самого начала симпатизирует Отонаси, в итоге став его лучшим другом. В прошлой жизни был талантливым бейсболистом, однако в последнем матче потерпел неудачу. Погибает, попав под грузовик. В Чистилище он называет Юри прозвищем Юриппэ, потому что имя Юри принадлежало его матери. Постоянно ссорится со второй солисткой Girls DeMo — Юи, однако глубоко в душе любит её. Предложил Юи выйти за него замуж. Исчезает после выпускной церемонии. Его оружие — РПК-74 и S&W 645.
Сэйю: Рёхэй Кимура
Такамацу (яп. 高松 Такамацу) — обычный школьник. Как утверждает Юри, из-за очков он производит впечатление интеллектуала, хотя на самом деле это не так. В организации «Фронта загробного мира» не участвует в каких-либо боевых действиях против Канадэ, являясь лишь информатором. С виду худой и длинный подросток, однако, как оказывается, у него фигура атлета. Был поглощён тенью и превращён в НИПа. Однако в последней серии говорится о том, что он тоже исчез, как и остальные. Его оружие — Desert Eagle и Sig 552.
Сэйю: Такахиро Мидзусима
Нода (яп. 野田 Нода) — самоуверенный парень. Влюблён в Юри и обожествляет её, готов расправиться с любым, кто встанет у девушки на пути. Когда появляется Отонаси, начинает ревновать Юри к нему. Носит с собой её фотографию. Дерётся с помощью алебарды, иногда использует огнестрельное оружие. Очень плохо учится. Ранее жил в подземельях, после того как отряд под командованием Юри оккупировал подземные территории, был завербован в SSS.
Сэйю: Сюн Такаги
Эри Сиина (яп. 椎名 枝里 Сиина Эри) — девушка-ниндзя: у неё отличные боевые способности и она предчувствует опасность. Сражается при помощи меча кодати и сюрикенов. Очень молчаливая и самокритичная. Её главная слабость — миленькие домашние животные, которых она готова спасать ценой своей жизни. Говорит только в том случае, когда остальные сказать ничего умного, с её точки зрения, не могут. Имя «Сиина» ей дала Юри.
Сэйю: Фуко Сайто
Юса (яп. 游佐) — очень добрая и милая девушка. Является оператором в «Фронте загробного мира»: сообщает Юри обстановку боевых действий. Похожа на Канадэ в том, что совершенно не выражает каких-либо эмоций, из-за чего всегда пугает Отонаси и Хинату. Редко говорит, однако переживает за своих друзей.
Сэйю: Юи Макино
Фудзимаки (яп. 藤巻) — хулиган, который наводит ужас своей внешностью на новичков, однако совершенно безобидный для друзей. Сражается с помощью катаны. Не умеет плавать. Его оружие — ППШ-41.
TK — таинственный персонаж, настоящее имя которого неизвестно. Носит бандану, часто танцует и говорит что-то бессмысленное по-английски. Часто выручает команду. Его оружием являются автомат и пистолеты.
Сэйю: Юки Масуда
Годан Мацусита (яп. 松下五三 Мацусита Годан) — мастер дзюдо, так же из-за ошибочного перевода его имени известный как «Мацусита пятый дан». Всегда приходит на помощь друзьям и никогда не забывает о долге. В бою пользуется тяжёлым оружием, например, гранатомётами, также применяет пистолет H&K P7 и лёгкий пулемёт MG3.
Сэйю: Эйитиро Токумото
Ояма (яп. 大山 О:яма) — обычный подросток, не наделённый какими-либо отличительными способностями, однако является мастером на все руки. По его словам, при жизни никогда не признавался в любви девушкам. В бою использует либо снайперскую винтовку «Ремингтон 700», либо пистолет P226.
Сэйю: Юмико Кобаяси
Такэяма (яп. 竹山) — компьютерный гений. Помогает Юри разобраться в компьютерной программе Канадэ. В боевых действиях не участвует, занимаясь преимущественно сбором данных. Просит, чтобы его называли Христос, но никто из окружающих этого не делает. Пытается выполнять свои задачи настолько хорошо, насколько это возможно.
Сэйю: Мицусиро Итики
Тя (яп. チャー Тя:) — лидер Гильдии. Хотя выглядит как взрослый, является таким же подростком, как и Отонаси. Впервые встретил Юри и Хинату, когда, взяв директора школы в заложники, пытался получить больше информации о Боге.
Сэйю: Хироки Тоти
Аято Наои (яп. 直井 文人 Наои Аято) — человек, который изначально считался «НИПом». После смещения Канадэ занимает пост президента школьного совета. Постоянно называет себя Богом. Вскоре выдает себя своим поведением, оказывается, он также вынужден бороться, чтобы не исчезнуть. Переходит на сторону «Фронта загробного мира». Обладает гипнотическими способностями, благодаря чему помогает Отонаси вспомнить свою прошлую жизнь. Испытывает к Отонаси симпатию, к остальным членам организации относится отрицательно. Стал верным соратником Отонаси, из-за того что он «принял его». Исчезает после выпускной церемонии. В бою использует два пистолета USP 45.
Сэйю: Мэгуми Огата
Масами Ивасава (яп. 岩沢 まさみ Ивасава Масами) — девушка, которая является первоначальным лидером группы Girls Dead Monster (сокращённо — Girls DeMo): играет на ритм-гитаре и поёт, также сочиняет песни для группы. В прошлой жизни отстранялась от мира с помощью музыки: не хотела слышать, как ругаются её родители. Но однажды в результате их же ссоры Ивасава попадает в больницу с тяжёлой травмой головы. После она узнает, что не сможет больше петь. В Чистилище первая осознаёт цену своей жизни и исчезает.
Сэйю: Миюки Савасиро, вокал — Marina
Хисако (яп. ひさ子) является «вице-президентом» Girls DeMo. Играет на гитаре и любит раскладывать маджонг, в котором ей обычно везёт. Также имеет хорошую спортивную форму, как отмечал Хината. При жизни она была вокалисткой группы, лидер которой совершил самоубийство. После встречи с Ивасавой Хисако вместе с ней организовала группу Girls DeMo.
Сэйю: Тиэ Мацура
Юи (яп. ユイ) — поклонница группы Girls Dead Monster. Отличается гиперактивностью, говорит в очень быстром темпе. Хината считает её назойливой, между ними часто возникают стычки, хотя на самом деле они любят друг друга. Хината предложил Юи выйти за него замуж. После ухода Ивасавы Юи становится новым лидером группы. Она играет на электрогитаре Gibson SG Special. Позднее становится членом «Фронта» и помогает организации в миссиях, хотя особого участия в них не принимает. При жизни она была сбита машиной и парализована. Отонаси помогает претворить в жизнь её мечты.
Сэйю: Эри Китамура, вокал — LiSA
Миюки Ириэ (яп. 入江 みゆき Ириэ Миюки) — ударник в группе. Лучшая подруга Сэкинэ. Не любит истории про призраков и духов, что Сэкинэ использует в качестве преимущества над ней.
Сэйю: Кана Асуми
Сиори Сэкинэ (яп. 関根 しおり Сэкинэ Сиори) — член группы Girls Dead Monster. Играет на бас-гитаре G&L L-2000. Во время исполнения любит импровизировать, чем досаждает Хисако.
Сэйю: Эмири Като

## История создания

### Концепция
В 2009 году создатели Angel Beats! Дзюн Маэда и Na-Ga рассказали о создании сериала журналу Dengeki G's Magazine. Когда компания Key уже выпустила свой шестой визуальный роман Little Busters!, Хиронори Тоба из Aniplex (будучи поклонником работ Key) обсудил с Маэдой возможность совместного создания аниме-сериала. Маэда начал проводить ежемесячные встречи с Тобой и сотрудниками Aniplex и постепенно начал разрабатывать сюжетную линию. Aniplex хотела, чтобы Маэда писал сценарий в стиле Key («с трогательным, смешными моментами и слезами»), однако сценарист счёл для себя затруднительным написание истории более забавной, чем Little Busters!, полагая, что похожего произведения ему создать не удастся. Тем не менее однажды Маэда рассмотрел в качестве основной идеи загробную жизнь, которая вдохновила его. Кроме того, Маэда заключил, что если персонажи уже мертвы, то в боях они будут участвовать без страха смерти. По мнению сценариста, основой сериала является «жизнь», которая в аниме изображена как драгоценная и прекрасная вещь, хотя персонажи Angel Beats! сражаются против своей судьбы.
В начале 2008 года Маэда попросил художника Na-Ga принять участие в разработке дизайна персонажей. Na-Ga выразил беспокойство тем, что тогда ему придётся приостановить работу над другими проектами Key, но, имея опыт в работе над компьютерной графикой, принял предложение. Маэда руководствовался тем, что персонажи Little Busters!, созданные Na-Ga, приобрели популярность, а также обратил внимание на искренность художника. Na-Ga создал персонажа Юри, наделив её качествами лидера, а по просьбе Маэды добавил ей повязку, заимствованную у персонажа Юкико Амаги из Persona 4 (которая была любимой героиней Маэды в данной игре). Длинные волосы Юри и её зелёная ленточка были внедрены в процессе встреч создателей. Ангел изначально задумывалась как храбрая и воинственная девушка. Маэда подчёркивал, что в процессе разработки изображение Ангела претерпело значительные изменения, и что изначально она была внешне схожа с Сики Рёги из Kara no Kyōkai. В окончательном варианте Ангел была определена как «тихая и загадочная девушка». До того момента, как Na-Ga определился с дизайном персонажа Отонаси, Маэда позволил художнику создать дизайн данного персонажа в произвольной форме. Маэда попросил Na-Ga сделать группу Girls Dead Monster полностью состоящей из девушек, а также предложил включить в произведение «особо загадочного персонажа, который разговаривает завуалированными английскими фразами» (таковым стал TK).

### Создание аниме
В ноябре 2009 года в интервью журналу Dengeki G's Magazine Хиронори Тоба прокомментировал, что 13-серийного аниме по 21 минуте на каждую серию недостаточно для полного изложения той истории Angel Beats!, которую задумал Маэда. По этой причине в выпущенных позднее производных произведениях присутствует та часть сюжета, которая не вошла в аниме из-за временных ограничений. Тоба хотел, чтобы поклонники сериала имели возможность в полной мере ознакомиться и с другими произведениями по мотивам аниме. Маэда считал рабочие поездки между Осакой и Токио, которые он совершал во время работы над сценарием, утомительными. Он также имел трудности с написанием полного сценария, так как при работе над играми Key ему не приходилось работать над сценарием в одиночку. Только после завершения сценария Маэда приступил к созданию музыки, которая ему очень нравилась и не причиняла усталости. Маэда сочинил около 15 песен для группы Girls Dead Monster; на создание каждой песни уходило около двух дней. Он был убеждён в том, что песни, которые он сочинил, подходят для старшеклассниц, которые станут их исполнять. В связи с этим он отметил, что открывающая и закрывающая заставки звучат так, как будто были написаны другим человеком.
Рассматривая вопрос о выборе P.A. Works в качестве студии для съёмок, Тоба отметил, что ранее студия помогала в создании сериалов «Стальной алхимик» (2003–4)  и Darker than Black (2007). После просмотра первых трёх серий аниме True Tears он был поражён высоким качеством и немедленно отправился в префектуру Тояма, где располагалась студия, надеясь убедить её сотрудников принять участие в совместном проекте. На следующей неделе Маэда поднял вопрос о выборе студии, упомянув, что тоже знаком с True Tears и заинтересован в сотрудничестве с P.A. Works. Вскоре после этого Тоба сделал P.A. Works официальное предложение принять участие в создании аниме.
Маэда намеревался сделать юмор одной из важных частей Angel Beats!. Тоба назначил Сэндзи Киси режиссёром, руководствуясь тем, что Киси имел режиссёрский опыт и оказал серьёзное влияние на персонал P.A. Works. Сотрудник P.A. Works Кэндзи Хорикава убедил Киси в том, что ему предстоит работать над «школьной комедией, написанной игровым сценаристом»; заняв место режиссёра, Киси был поражён тем, что этим игровым сценаристом является Маэда. Киси прокомментировал, что эта далеко не простая комедия сочетает в себе множество аспектов, включая интенсивные боевые сцены, исполнение живой музыки и драму. Он также предположил, что ему, возможно, с трудом удалось бы охватить весь спектр деталей, однако на него повлияла бескомпромиссность Маэды относительно сценария. Решение включить в сериал женскую группу Girls Dead Monster было продиктовано намерением Маэды разнообразить аниме и сделать его более интересным.
Звукорежиссёром проекта стал Сатоки Иида, ранее осуществлявший корректуру сценария, пока Маэда занимался написанием музыки. В интервью журналу Dengeki G's Magazine он сообщил, что в качестве звукового фона в аниме использовалась минималистическая музыка. Иида признал, что данный музыкальный жанр использовать было непривычно, и что ему вместе с Маэдой и музыкальной группой Anant-Garde Eyes приходилось прибегать к методу проб и ошибок, чтобы подобрать нужную музыку. Маэда и Anant-Garde Eyes стремились создать индивидуальные музыкальные треки, тогда как Иида преследовал цель написать музыку, которая могла бы пригодиться в качестве фоновой, что приводило к трудностям в процессе производства. Иида осознал, что звук и графику важно синхронизировать между собой. Главным аниматором Тоба назначил Кацудзо Хирату, на которого обратил внимание во время создания сериала «Гуррен-Лаганн» (2007) благодаря его художественному таланту и способности завершать работу быстро, но качественно. Тоба знал о работе Хираты в качестве главного аниматора Strike Witches (2008) и убедил его присоединиться к проекту Angel Beats!; Маэда данное решение одобрил.

## Издания

### Радиопостановки
4-серийная онлайн-постановка под названием Jun Maeda's Brutal Radio (яп. 麻枝准の殺伐ラジオ Маэда Дзюн но Сацубацу Радзио), созданная для продвижения аниме Angel Beats!, транслировалась с 30 мая 2009 года по 31 марта 2010 года. Ведущим программы был Дзюн Маэда, гостями программы стали продюсер Angel Beats! Хиронори Това и Na-Ga. К постановке выходило дополнение Postwar Disposition (яп. 戦後処理 Сэнго Сёри). Другая постановка Angel Beats! SSS Radio впервые вышла в эфир 18 марта 2010 года; в дальнейшем она выходила еженедельно с 1 апреля 2010 года по 31 марта 2011 года (всего вышел 51 выпуск). Шоу вели Харуми Сакураи (сэйю Юри), Кана Ханадзава (сэйю Ангела) и Эри Китамура (сэйю Юи). Первый CD-сборник, включающий в себя первые 4 выпуска Angel Beats! SSS Radio, был издан 23 июня 2010 года. В ограниченном издании данный диск распространялся на Комикете 78, проведённом в августе 2010 года, а 22 сентября 2010 года поступил в продажу. Издания с третьего по седьмое выходили в период с 27 октября 2010 года по 29 июля 2011 года.

### Книги и публикации
Дзюном Маэдой и художником GotoP были проиллюстрированы семь коротких историй под заглавием Angel Beats! Track Zero; они публиковались в Dengeki G's Magazine с ноября 2009 года по май 2010 года. Они являются приквелом к аниме Angel Beats!, Хината выступает в роли основного персонажа, а сюжет повествует о формировании «Фронта загробного мира». 29 марта 2010 года в шестом томе журнала Dengeki G's Festival! Deluxe вышла дополнительная глава, повествующая о группе Girls Dead Monster. Короткие истории (включая и дополнительную главу) были объединены в общий сборник, изданный 23 июня 2010 года. В качестве названия глав были выбраны песни различных исполнителей. Первая глава Two Person Rocket (яп. 二人のロケット, Futari no Rocket) была выложена издательством ASCII Media Works в открытый доступ. 22 декабря 2010 года ASCII Media Works опубликовало справочник Angel Beats! Official Guidebook. Данная книга содержит краткое описание серий (включая OVA), информацию о персонажах, интервью с сэйю и создателями сериала и изображения из аниме.

### Манга
Манга-ёнкома Angel Beats! The 4-koma: Bokura no Sensen Kōshinkyoku (яп. Angel Beats! The4コマ 僕らの戦線行進曲♪ Angel Beats! The 4-koma: Our Battlefront March Song), нарисованная Харукой Комоватой, публиковалась в период с декабря 2009 года по ноябрь 2013 года в Dengeki G's Magazine. Комовата также была ответственна за выходившую в период создания сериала Angel Beats!  мангу, которая также публиковалась в Dengeki G's Magazine. С 18 декабря 2010 года по 27 ноября 2013 года вышло 4 танкобона манги Angel Beats! The 4-koma. Комовата также приняла участие в создании манги четырёхпанельной Angel Beats! The 4-koma: Osora no Shinda Sekai kara (яп. Angel Beats! The4コマ お空の死んだ世界から), которая публикуется с декабря 2013 года.
Манга Angel Beats! Heaven's Door, нарисованная Юрико Асами по мотивам Angel Beats! Track Zero, начала публиковаться в Dengeki G's Magazine в мае 2010 года. Первый том манги вышел 18 декабря 2010 года; к 27 ноября 2013 года было опубликовано 6 томов. Антология манги под заглавием Angel Beats! Comic Anthology была опубликована издательством ASCII Media Works 18 декабря 2010 года.

### Аниме
13-серийное аниме Angel Beats! было создано совместными усилиями студий P.A. Works и Aniplex; режиссёром выступил Сэйдзи Киси. Сценарий сериала был написан Дзюном Маэдой, главным аниматором был назначен Кацудзо Хирата, музыкальное сопровождение было создано Сатоки Иидой. Показ аниме в Японии прошёл в период с 3 апреля по 26 июня 2010 года по телеканалу CBC. Ранее, 22 марта 2010 года первая серия была продемонстрирована нескольким людям, участвовавшим в лотерее.
В период между 23 июня и 22 декабря 2010 года сериал был выпущен на семи дисках форматов BD и DVD в обычном и ограниченном изданиях. В комплекте с первым, четвёртым и шестым ограниченными изданиями шли три радиопостановки, написанные Маэдой и исполненные актёрами озвучивания. В седьмое BD/DVD-издание вошла OVA-серия, а также короткометражный фильм, являющийся альтернативным эпилогом аниме-сериала. Каждое издание включало в себя комментарии сэйю. В США права на аниме приобрела компания Sentai Filmworks, а дистрибьютором выступила Section23 Films. На территории Австралии и Новой Зеландии аниме лицензировала Siren Visual. Сериал также был лицензирован в Великобритании компанией Manga Entertainment.

#### Список серий
| № серии   | Название                                         | Режиссёр                                       | Трансляция в Японии |
| --------- | ------------------------------------------------ | ---------------------------------------------- | ------------------- |
| 1         | Начало пути «Departure»                          | Кацудзо Хирата                                 | 3 апреля 2010       |
| 2         | Гильдия «Guild»                                  | Косукэ Кавадзура                               | 10 апреля 2010      |
| 3         | Моя песня «My Song»                              | Юко Иваока, Тосихиса Кайя                      | 17 апреля 2010      |
| 4         | День игры «Day Game»                             | Юдзи Миясита                                   | 24 апреля 2010      |
| 5         | Любимый вкус «Favorite Flavor»                   | Хо Ки Тон, Косукэ Кавадзура, Кэнсукэ Сю        | 1 мая 2010          |
| 6         | Семейное дело «Family Affair»                    | Тадаси Хирамацу                                | 8 мая 2010          |
| 7         | Живой «Alive»                                    | Юко Иваока, Такэхико Мацумото                  | 15 мая 2010         |
| 8         | Танцующий в темноте «Dancer in the Dark»         | Юдзи Миясита                                   | 22 мая 2010         |
| 9         | В твоей памяти «In Your Memory»                  | Канами Сэкигути                                | 29 мая 2010         |
| 10        | Дни прощания «Goodbye Days»                      | Юрико Исий, Косукэ Кавадзура, Мисаки Судзуки   | 5 июня 2010         |
| 11        | Изменить мир «Change the World»                  | Хо Ки Тон, Косукэ Кавадзура, Ким Ки Нам        | 12 июня 2010        |
| 12        | Достучаться до небес «Knockin' on Heaven's Door» | Кацудзо Хирата, Эйё Курагава                   | 19 июня 2010        |
| 13        | Конец пути «Graduation»                          | Косукэ Кавадзура, Юдзи Миясита, Мисаки Судзуки | 26 июня 2010        |
| Спешл     | Другой эпилог «Another Epilogue»                 | Кацудзо Хирата                                 | 22 декабря 2010     |
| OVA (4,5) | Лестница в небо «Stairway to Heaven»             | Косукэ Кавадзура, Юдзи Миясита, Мисаки Судзуки | 22 декабря 2010     |
| OVA (2,5) | Адская кухня «Hell's Kitchen»                    | Юдзи Миясита                                   | 24 июня 2015        |

### Видеоигра
В 2010 году появилась информация о том, что Дзюн Маэда начал написание сценария для игры, которая будет создана по мотивам Angel Beats!; официально игра была анонсирована в сентябре 2013 года. В качестве разработчика заявлена компания Key, игра будет состоять из нескольких частей, выпуск планировался на весну 2014 года.
Визуальная новелла Angel Beats! -1st beat-  — совместный проект Key, Dengeki G's и Aniplex. История основана на базе одноименного аниме-сериала. Протагонист Отонаси очнулся в Загробном мире и оказался в центре битвы между группой учеников, именующих себя «Фронт загробного мира», и загадочной девушкой, которая известна под прозвищем Тэнси (ангел). История претерпела изменения в сравнении с аниме-сериалом, и будет включать руты для каждого персонажа. Личность Отонаси тоже отличается от показанного в аниме, так как его действиями теперь руководит игрок.
Действия игрока также серьёзно будут влиять на сюжет. По признанию разработчиков, создавая игру, они стремились сделать весомым каждый выбор. Во время первого прохождения, игроку доступны лишь три сюжетные линии, их завершение позволяет выйти на иные маршруты. Также, на протяжении всего игрового процесса, по мере прохождения игрок будет получать достижения за открытие определённых веток диалогов и событий. Всего игра предусматривает двести достижений. 
Игра вышла 26 июня 2015 года.

## Музыка
Музыка к аниме была написана Дзюном Маэдой и музыкальной группой Anant-Garde Eyes. Музыкальное оформление выходило под лейблом Key Sounds Label. Открывающая композиция My Soul, Your Beats! прозвучала в исполнении певицы Lia, закрывающую песню Brave Song исполнила Аой Тада. Сингл с обеими песнями под названием My Soul, Your Beats! / Brave Song был выпущен 26 мая 2010 года в ограниченном и обычном изданиях; поставляемый в комплекте с ограниченным изданием DVD-диск содержал вступительную и завершающую заставки без субтитров. Вымышленная музыкальная группа Girls Dead Monster была озвучена певицами Marina и LiSA. Также были выпущены пять синглов с песнями группы:
- «Crow Song» (исполнитель: группа Girls Dead Monster, вокал Marina, дата выпуска — 23 апреля 2010 года)[76]
- «Thousand Enemies» (исполнитель: группа Girls Dead Monster, вокал LiSA, дата выпуска — 12 мая 2010 года)[76]
- «Little Braver» (исполнитель: группа Girls Dead Monster, вокал LiSA, дата выпуска — 9 июня 2010 года)[76]
- «Last Song» (исполнитель: группа Girls Dead Monster, вокал Marina, дата выпуска — 8 декабря 2010 года)[76]
- «Ichiban no Takaramono ~Yui final ver~» (исполнитель: группа Girls Dead Monster, вокал LiSA, дата выпуска — 8 декабря 2010 года)[76]

Альбом группы под названием Keep The Beats! вышел 30 июня 2010 года. Оригинальный саундтрек аниме-сериала, состоящий из двух CD-дисков, был выпущен 28 июля 2010 года.

### Концерты
Для продвижения сериала было проведено несколько концертов живой музыки. Первый из них состоялся 24 апреля 2010 года в районе Сибуя, где Marina и LiSA исполнили песни Crow Song и Alchemy (дуэтом), а также My Song (Marina) и My Soul, Your Beats! (LiSA). 5 июня 2010 года певицы Lia и Аой Тада исполнили My Soul, Your Beats! / Brave Song, Тада и LiSA вместе спели "Crow Song", и Lia и LiSA — My Soul, Your Beats!. В концерте под названием Angel Beats! Fes.: Thousand Bravers, проведённом 1 августа 2010 года в районе Кото, также принимали участие исполнители Lia, Тада, Marina, LiSA Карута, а также сэйю персонажей аниме.
LiSA принимала участие в гастролях Girls Dead Monster starring LiSA Tour 2010: Keep The Angel Beats!, которые прошли в Японии с 3 августа по 2 сентября 2010 года. Последний концерт группы Girls Dead Monster состоялся 27 декабря 2010 года в рамках Токийского международного форума.

## Восприятие

### Критика
Аниме Angel Beats! заслужило в основном положительное мнение критиков. В рецензии Anime News Network Терон Мартин похвалил сериал за сочетание различных элементов: сцен исполнения песен группой Girls Dead Monster, юмористических моментов и сцен действия. Основной темой мистических аниме, согласно словам Мартина, является неудовлетворённость умерших своими прошлыми жизнями, однако концепция Angel Beats! описана обозревателем как «весьма необычная», так как все основные персонажи, будучи умершими, были собраны в одном месте. Стремление индивида к выживанию Мартин назвал «неявным осуждением строгого соответствия правилам, которое присутствует среди учеников японских школ». Мартин подытожил, что Angel Beats! «не требует глубокого знакомства с тематикой аниме, чтобы доставить радость от просмотра».
На веб-сайте DVD Talk обозреватель Джон Синнотт положительно отозвался о сюжете за его развитие и неожиданные сюжетные повороты: «Сюжет развивается настолько стремительно, что уже к концу сериал становится совершенно другим шоу, не тем, что был в начале». Мартин и Синнотт сошлись во мнении, что главным недостатком сериала является то, что он слишком короткий и не раскрывает всех деталей. Стиг Хогсет из THEM Anime, напротив, подверг сериал критике за «перегруженность лишними деталями», имеющую целью угодить как можно большему числу людей. Хогсет посчитал, что в Angel Beats нет «каких-либо особенных персонажей», а юмор в аниме назвал «скорее раздражающим». Тем не менее рецензент похвалил студию P.A. Works за анимацию сцен действия; Мартин добавил, что в аниме «прекрасная детализация оружия и инструментов».
Шестая серия Angel Beats!, транслировавшаяся 8 мая 2010 года по каналу MBS, имела рейтинг просмотров 4,9%. На 14-м Японском фестивале медиа-искусств, проведённом в 2010 году, аниме было выбрано в качестве рекомендуемой работы.

### Продажи
BD-издание Angel Beats! занимало места в японских чартах продаж Oricon. Первый и четвёртый выпуски имели 1-е место, второй и пятый выпуски — 2-е место, а третий, шестой и седьмой выпуски — 3-е место. DVD-издания того же сериала, однако, имели более низкие рейтинги на Oricon. Первый выпуск имел 5-е место, второй выпуск — 10-е место, третий выпуск — 13-е место, четвёртый выпуск — 11-е место, пятый выпуск — 8-е место, шестой выпуск — 12-е место, и седьмой выпуск —15-е место.
Продажи сингла My Soul, Your Beats! / Brave Song в первую неделю составили около 80 000 копий, что принесло ему 3-е место в еженедельном чарте Oricon. В мае 2010 года данный сингл, продажи которого к тому моменту составили около 100 000 экземпляров, удостоился награды «Золотой диск» от Японской ассоциации звукозаписывающих компаний (RIAJ). Сингл группы Girls Dead Monster «Crow Song» дебютировал на 7-м месте в чартах Oricon; за 4 дня было продано приблизительно 16 400 копий данной музыкальной композиции, а спустя три недели общий показатель продаж составил около 25 000 копий. В ноябре 2011 года песня Crow Song также удостоилась награды «Золотой диск» от RIAJ. Сингл «Thousand Enemies» в первую неделю окупился тиражом в 28 000 копий и имел 4-е место в чартах Oricon. В течение двух следующих недель было продано ещё 18 000 копий.
Третий сингл группы Girls Dead Monster под названием «Little Braver» дебютировал на 2-м месте, его продажи в первую неделю составили 38 800 копий. Четвёртый и пятый синглы, Last Song и Ichiban no Takaramono (Yui final ver.), имели 2-е и 3-е места соответственно; продажи обоих синглов в первую неделю составили около 35 000 копий. Продажи альбома Keep The Beats! составили около 51 000 копий в первую неделю, что принесло ему 6-е место в чартах альбомов. В сентябре 2010 года альбом получил награду «Золотой диск» от RIAJ. Версия альбома с инструментальными треками имела 14-е место в чартах, а продажи в первую неделю составили около 9000 экземпляров. Оригинальный саундтрек сериала получил 9-е место в чартах Oricon, имея уровень продаж в первую неделю около 13 000 копий.